# Volta (literatura)
En poesía, la volta (del italiano volta, "vuelta") se refiere a un verso de cambio o contraste dramático dentro de un poema. También se conoce como eslabón, chiave o llave. Guarda cierta semejanza al kire del haiku japonés.

## Orígenes
Encontramos los orígenes de la volta en la estanza petrarquista. Se denomina volta al primer verso de la sirima (segunda parte en que se divide esta composición, que a pesar de rimar con el fronte (primera parte) no pertenece sintácticamente a él. El resto de versos de la sirima tienen rima independiente del fronte.

## En el soneto
El parecido estructural de la estancia con el soneto haría que se adaptase con gran facilidad este recurso. Shakespeare le daría especial importancia ya que toma también otros recursos estructurales del soneto como la coda, que incorpora al soneto isabelino en forma de pareado. La volta del soneto terminará independizándose de la de la estancia llegando a obtener una función distinta.
Mientras que la volta de la estancia unía ambas partes del poema mediante una rima, en el soneto la rima no será decisiva, pero la volta va a ser un nexo de unión entre los cuartetos (que funcionan como una introducción) y los tercetos (nudo y desenlace). Este nexo se produce por medio del contraste discursivo, de la anáfora o de la vuelta al tema del primer cuarteto. 
En este soneto se puede apreciar cómo Quevedo usa una exclamaciones en el primer cuarteto y no las vuelve a usar hasta la volta. Usando un contraste discursivo y volviendo al tema del primer cuarteto:
¡Cómo de entre mis manos te resbalas!
¡Oh, cómo te deslizas, edad mía!
¡Qué mudos pasos traes, oh, muerte fría,
pues con callado pie todo lo igualas!
Feroz, de tierra el débil muro escalas,
en quien lozana juventud se fía;
mas ya mi corazón del postrer día
atiende el vuelo, sin mirar las alas.
¡Oh, condición mortal! ¡Oh, dura suerte!
¡Que no puedo querer vivir mañana
sin la pensión de procurar mi muerte!
Cualquier instante de la vida humana
es nueva ejecución, con que me advierte
cuán frágil es, cuán mísera, cuán vana.
- (Francisco de Quevedo y Villegas)
En este otro soneto, en cambio, se usa una anáfora (marcada en negrita) y una antítesis (en cursiva) para indicar la volta:
Todo tras sí lo lleva el año breve
de la vida mortal, burlando el brío
al acero valiente, al mármol frío,
que contra el Tiempo su dureza atreve.
Antes que sepa andar el pie, se mueve
camino de la muerte, donde envío
mi vida oscura: pobre y turbio río
que negro mar con altas ondas bebe.
Todo corto momento es paso largo
que doy, a mi pesar, en tal jornada,
pues, parado y durmiendo, siempre aguijo.
Breve suspiro, y último, y amargo,
es la muerte, forzosa y heredada;
mas si es ley, y no pena, ¿qué me aflijo?
- (Francisco de Quevedo y Villegas)
Mientras que la tradición petrarquista y castellana posiciona la volta en el primer verso del primer terceto y en ocasiones en el primero del segundo, en algunos casos Shakespeare la usa en la coda del soneto (últimos dos versos del soneto isabelino), como en el siguiente poema.
My mistress’ eyes are nothing like the sun,
Coral is far more red, than her lips red,
If snow be white, why then her breasts are dun:
If hairs be wires, black wires grow on her head:
I have seen roses damasked, red and white,
But no such roses see I in her cheeks,
And in some perfumes is there more delight,
Than in the breath that from my mistress reeks.
I love to hear her speak, yet well I know,
That music hath a far more pleasing sound:
I grant I never saw a goddess go,
My mistress when she walks treads on the ground.
And yet by heaven I think my love as rare,
As any she belied with false compare.
- (Shakespeare, Soneto CXXX)

## Tipos de volta
Como se puede observar a raíz de los poemas anteriores, no todas las voltas tienen un mismo valor. Si bien en la poesía castellana este recurso se ha usado en la gran mayoría de las ocasiones como una "vuelta" al origen del poema, en la poesía inglesa y, por influencia, en la poesía contemporánea esta volta puede tener muchos usos. Al fin y al cabo la función siempre es la de mantener la atención y romper la monotonía de los dos primeros cuartetos para comenzar con fuerza los tercetos que acabarán el poema. Podemos encontrar voltas irónicas, de emblema, concesivas, elegíacas, argumentativas, contrastivas, descriptivas, etc.